# Beth Riesgraf
Beth Riesgraf (Belle Plaine, 24 agosto 1978) è un'attrice statunitense.

## Biografia
È principalmente conosciuta per il suo ruolo nella serie TV Leverage - Consulenze illegali, dove interpreta la ladra acrobatica "di cognome Parker e di nome Parker", personaggio dotato di una vivace vena comica che scaturisce dalla tranquillità inconsapevole con cui la ragazza dice e fa cose incredibili. Sul set di My Name is Earl ha conosciuto l'attore Jason Lee, che interpretava Earl; è stata la sua compagna dal 2005 al 2007 e gli ha dato un figlio cui è stato imposto il bizzarro nome di Pilot Inspektor, nome che venne ispirato dalla canzone He's Simple, He's Dumb, He's the Pilot dei Grandaddy.

## Filmografia parziale

### Cinema
- Distruggete Los Angeles! (Scorcher), regia di John Seale (2002)
- I Love Your Work, regia di Adam Goldberg (2003)
- Alvin Superstar (Alvin and the Chipmunks), regia di Tim Hill (2007)
- Shut In, regia di Adam Schindler (2015)
- In Search of Fellini, regia di Taron Lexton (2017)

### Televisione
- Spin City – serie TV, episodio 5x16 (2001)
- How I Met Your Mother – serie TV, episodio 1x02 (2005)
- My Name Is Earl – serie TV, episodi 1x04-2x12 (2005, 2007)
- Big Shots – serie TV, episodio 1x03 (2007)
- Senza traccia (Without a Trace) – serie TV, episodio 6x05 (2007)
- Leverage - Consulenze illegali (Leverage) – serie TV, 76 episodi (2008-2012)
- NCIS - Unità anticrimine (NCIS) – serie TV, episodio 8x16 (2011)
- Criminal Minds – serie TV, 6 episodi (2012-2020)
- The Mentalist – serie TV, episodio 6x05 (2013)
- Killer Women – serie TV, episodio 1x02 (2014)
- Perception – serie TV, episodio 2x13 (2014)
- Caper – serie TV, 9 episodi (2014)
- Complications – serie TV, 10 episodi (2015)
- The Librarians – serie TV, episodi 2x04-2x10 (2015)
- SEAL Team – serie TV, episodio 1x13 (2018)
- Stranger Things – serie TV, episodi 3x06-3x08 (2019)
- Legends of Tomorrow – serie TV, episodio 5x04 (2020)
- 68 Whiskey – serie TV, 10 episodi (2020)
- Leverage: Redemption – serie TV, 24 episodi (2021-2022)

## Doppiatrici italiane
Nelle versioni in italiano delle opere in cui ha recitato, Beth Riesgraf è stata doppiata da:
- Ilaria Latini in NCIS - Unità anticrimine, Perception
- Paola Majano in Leverage - Consulenze illegali
- Domitilla D'Amico in Criminal Minds
- Gemma Donati in The Mentalist
- Alessandra Grado in Legends of Tomorrow